# 大象沼泽
16°21′S 35°0′E / 16.350°S 35.000°E
大象沼泽（英語：Elephant Marsh），位于非洲国家马拉维南部的一片沼泽。

## 位置
大象沼泽位于非洲国家马拉维南部希雷河下游的洪泛平原上，位于奇夸瓦和恩桑杰两县之间。

## 历史
1859年，英国探险家、传教士戴维·利文斯通在这片沼泽目击了多达800头大象，因而将其命名为“大象沼泽”。曾是葡萄牙庄园的奇昆达奴隶战士的狩猎场。20世纪上半叶，大多数的大型兽群都因猎杀而毁灭，最大动物中仅鳄鱼和河马得以幸存。
根据19世纪以来探险家和旅行者的记录，大象沼泽曾经历定期的干涸期，以及比现在更严重的洪水期。1950年代和2001年鲁奥河两次溢流到该沼泽中，曾造成严重的洪水问题。鲁奥河的流量过大时，洪水会沿希雷河上溯，大象沼泽随之向北扩大。

## 面积
大象沼泽没有固定边界，根据希雷河和鲁奥河的流量的不同，总面积在390到1,170平方公里（150到450平方英里）之间变化。鲁奥河是希雷河最大的支流，也是马拉维和莫桑比克的界河，鲁奥河与希雷河在大象沼泽汇合。大象沼泽既是一片耕种的季节性洪泛区，也是一片永久性浅湖区。

## 物种
大象沼泽是由沼泽植被、漂浮植物和开阔水域构成，沼泽边缘长满草和芦苇，中间有一些长满芦苇、灌木和棕榈树的岛屿。该沼泽周边地区的大象已大多消失，但仍生活着大约26种、超过20,000只水鸟，其中包括濒临灭绝的马岛池鹭、肉垂鹤、灰冠鶴等，和大量的鹈鹕和火烈鸟；这里还栖息着多个河马种群和鳄鱼，以及几种鱼类及水生无脊椎动物。新发现的蝴蝶品种珂粉蝶则仅在被常绿灌木牙刷树环绕的湖边繁殖。

## 生物保育
大象沼泽对保护周边地区的生物多样性和维持生态平衡具有重要作用。偷猎，和对沼泽边缘剩余大树的砍伐，可能会影响依赖这些栖息地的动物种群。2017年7月1日，大象沼泽被宣布为《湿地公约》指定保护地，登录编号为2308，由马拉维国家公园和野生动物部管理。
大象沼泽虽然并未被马拉维列为国家保护区，但该国仍在努力保护该地区，它为当地社区及其牲畜提供水源。政府通过野生动物基金法令，从旅游收入中分得资金用于改善当地卫生、教育和人类福利。私营及政府机构则通过与当地社区密切合作来解决保护区的森林砍伐问题。

## 参观
在附近的倫圭國家公園，可以安排乘船游览大象沼泽。有观鸟者和摄影师会乘船到大象沼泽观鸟、拍照。